# 吕斯河
吕斯河（法語：Luce，法語發音：[lys] ⓘ）是法国上法蘭西大區索姆省的河流，是阿夫爾河的右支流，长18千米，发源自凯村，于泰济格利蒙流入阿夫尔河。